# 韓莒子
韓莒子（？—200年），東漢末年人物，袁紹部下為騎督。官渡之戰時與淳于瓊護送糧草，被斬殺。《三國演義》中淳于瓊，督領部將眭元進、韓莒子、呂威璜、趙叡等守衛糧倉。